# Gustaf Wachtmeister (1757–1826)
Gustaf Wachtmeister, född 25 juli 1757 i Karlskrona, död 20 juli 1826 på Nääs säteri i Bärbo socken i Södermanland, var en svensk greve, general och en av rikets herrar.

## Militär karriär
Wachtmeister blev 1772 fänrik vid Kronobergs regemente och 1778 löjtnant vid Konungens värvade regemente. År 1778 gick han i preussisk tjänst som kapten och adjutant hos general greve Johan Ludvig Hård i bayerska tronföljdskriget 1779. Hård hade varit gift med Wachtmeisters faster Ulrika men blivit änkling 1776. Vid återkomsten blev Wachtmeister 1780 major i armén och överadjutant hos kungen. År 1781 blev han överstelöjtnant vid Dalregementet och generaladjutant av flygeln. 1787 blev han överste i armén och generaladjutant.
Han utmärkte sig flera gånger under Gustav III:s ryska krig 1788–1790, sårades i slaget vid Valkeala och blev på själva slagfältet av konungen utnämnd till generalmajor. Han blev chef för Bohusläns regemente 1790. År 1792 förflyttades han till Södermanlands regemente, och samma år blev han generallöjtnant och befälhavare för Norra fördelningen. 1809 efterträdde han von Döbeln som överbefälhavare över kustarmén och blev general vid infanteriet. Samma år skickades kustarmén till Västerbotten för att landa bakom ryggen på den ryska armén, vilket gjorde Wachtmeister till huvudperson i Västerbottensexpeditionen.
Han begärde avsked ur militären 1813 och utnämndes 1817 till en av rikets herrar samt blev hedersledamot i Kungliga Skogs- och Lantbruksakademien.

### Utmärkelser[1]
- Riddare av Svärdsorden, 1778
- Riddare med Stora Korset av Svärdsorden, 1789
- Kommendör av Svärdsorden, 1794
- Kommendör med Stora Korset av Svärdsorden, 1797
- Riddare av Serafimerorden, 1809
- En av rikets herrar, 1817

## Lanthushållning
Efter att han gift sig 1787 med grevinnan Henriette Falkenberg af Bålby blev makarna Wachtmeisters första hem Bålby herrgård i Skagerhults socken i Närke, där flera av de äldre barnen föddes. Egendomen tillhörde svärföräldrarna. Bålby egendom och Hasselfors bruk ärvdes 1795 av grevinnan Wachtmeister och hennes sex syskon samfällt och förvaltades av greve Wachtmeister. Själv disponerade denne och hans maka från början blott över en tiondel av egendomen, men efter hand förvärvade de genom köp de övriga intressenternas arvslotter.
Husbygård i Husby-Oppunda socken i Södermanland förvärvades 1795 och året därpå Nääs säteri i Bärbo socken i samma landskap. Tistad egendom, också i Bärbo, förvärvades 1810 från landshövdingen i Nyköping Fabian Ulfsparre av Broxvik, född 1767. Ulfsparre hade 1790 tjänstgjort som stabsadjutant hos Gustaf Wachtmeister. Ulfsparre gifte sig 1801, i sitt andra äktenskap, med grevinnan Anna Charlotta Falkenberg af Bålby, född 1767. Hon var äldre syster till hans första hustru. 
Gustaf Wachtmeister, som synes ha varit en god hushållare, kom med tiden att disponera över mycket ansenliga tillgångar. Vid hans död 1826 beräknades dessa i fast och lös egendom uppgå till närmare en halv miljon rdr banko (466,310), varav gårdarna enligt följande:
- Nääs säteri med underliggande gårdar 20,688 riksdaler banco
- Tistad 15,095 rdr
- Åkra 11,320 rdr
- Husbygård 16,814 rdr
- Bålby säteri 17,000 rdr
- Hasselfors Bruk 124,000 rdr
- Stadsfastighet i Klara församling i Stockholm 24,666 rdr
- dessutom innehades gårdarna Vreta och Råsta i Kiladalen söder om Nyköping

## Familjeliv
Han gifte sig 24 april 1787 med Henriette Elisabet Falkenberg af Bålby. Hon var född 7 maj 1769 på Brokind i Östergötland och var dotter till riksrådet greve Melker Falkenberg af Bålby, född 1722, och hans hustru Hedvig Eleonora Wachtmeister af Björkö, född 1739. De hade 1761 gift sig på Tistad, gården som senare köptes av dottern och svärsonen. Henriettes mormor hette Magdalena Sofia Wachtmeister af Johannishus, född 1715. Hon var äldre syster till Gustaf Wachtmeisters far.

Gustaf Wachtmeister är begravd på Bärbo kyrkogård tillsammans med hustrun och tre av barnen.

### Familj
Gustaf och Henriette fick tillsammans sjutton barn varav ett tvillingpar och varav tretton uppnådde vuxen ålder. Alla barn från och med Henrietta Sofia år 1796 var födda på Nääs.
- Hans Melker, f. 1788 på Brokind, död ogift 1835 i Nyköping.
- Brita Eleonora, f. 1790 i Stockholm, död 1792 på Bålby.
- Henrietta, f. 1791 på Bålby, död 1792 på Bålby.
- Gustaf, f. 1792 på Bålby. Gift 1818 på Christineholm med friherrinnan Louise Fredrika De Geer af Leufsta, född 1796. Död 1859 på Christineholm.
- Carl Axel, f. 1793 på Bålby, död ogift 1832 i Landskrona.
- Claes Adam, f. 1795 på Bålby. Gift 1835 i Landskrona med grevinnan Amalia Regina Wrangel af Sauss, född 1816. Död 1873 i Stockholm.
- Henrietta Sofia, f. 1796, död ogift 1881 i Stockholm.
- Ulrika, f. 1797. Gift 1821 med kaptenen vid Södermanlands infanteriregemente, sedermera majoren, Samuel Klingenstierna. Död 1885 i Nyköping.
- Brita Charlotta, f. 1799, död ogift 1827 på Nääs.
- Lovisa, f. 1800, död samma år.
- Lovisa, f. 1801. Gift 1828 på Nääs med sin kusin, friherre Israel Carl Adam Lagerfelt, född 1793.  Lagerfelts mor var grevinnan Magdalena Sofia Falkenberg af Bålby och var äldre syster till Lovisas mor. Lovisa dog 1870 på Lagerlunda i Östergötland.
- Alarik, f. 1804. Gift 1840 i Helsingborg med Gustava Henrietta Lovisa von Platen, född 1818. Död barnlös 1887 i Kristianstad.
- Fredrik Georg, f. 1807. Han blev underlöjtnant vid flottan 1824 och gick följande år i engelsk sjötjänst. Efter hemkomsten 1828 omkom han samma år genom en drunkningsolycka i sjön Långhalsen vid Nääs.
- Vilhelm, f. 1809. Gift 1840 på Lagerlunda med sin kusins dotter, grevinnan Magdalena Charlotta Fredrika Eleonora Sinclair, född 1819. Hennes mor hette Brita Eleonora Lagerfelt och var född 1795. Under åren 1841-1858 föddes nio barn, fyra söner och fem döttrar, varav alla utom sonen Claes Fredrik, född 1851, uppnådde vuxen ålder. Vilhelm dog 1879 i Nyköping. Sonen Gustaf 1850-1915 fick äganderätten till Husbygård efter fadern, men sålde den senare och köpte i stället Hornsund i Flens kommun.
- Hedvig, f. tvilling 1810, död ogift 1862 i Nyköping.
- Eleonora, f. tvilling 1810, död samma år.
- Rutger August, f. 1812. Gift 1852 i Eksjö med grevinnan Charlotta Eleonora Ebba Erika Emerentia Mörner af Morlanda, född 1816. Död barnlös 1884 i Stockholm.